# Élections générales portoricaines de 2016
Les élections générales ont eu lieu à Porto Rico le 8 novembre 2016 afin d'élire le nouveau gouverneur du Commonwealth ainsi que les deux chambres de son parlement. 
Le candidat du Nouveau parti progressiste (NPP), Ricardo Rosselló, remporte l'élection face au candidat du Parti populaire démocrate (PPD), David Bernier (en). Le NPP remporte également la majorité des sièges au Sénat et à la Chambre des représentants.

## Système électoral
Le gouverneur de Porto Rico est élu pour un mandat de quatre ans au scrutin uninominal majoritaire à un tour. 

## Élections primaires
Avant l'année électorale, la Constitution de Porto Rico prévoit que toute personne qualifiée présente sa candidature à un poste spécifique. Si deux candidats ou plus du même parti présentent leur candidature pour le même poste et qu'ils ne parviennent pas à un accord au sein du parti, une élection primaire est organisée. Cette élection a lieu au sein des membres inscrits de chaque parti, pour sélectionner lequel des candidats représentera le parti à l'élection générale.

### Primaires du Nouveau Parti progressiste (NPP)
Les primaires ont eu lieu le 5 juin 2016 pour déterminer les candidats au poste de gouverneur de Porto Rico, du Sénat, de la Chambre des représentants et d'autres.
Pour le poste de gouverneur, l'élection est remportée par Ricardo Rosselló, fils de l'ancien gouverneur Pedro Rosselló, avec plus de 50% contre Pedro Pierluisi. 
| Candidats        | Votes   | %      |
| ---------------- | ------- | ------ |
| Ricardo Rosselló | 236 524 | 51,09  |
| Pedro Pierluisi  | 226 449 | 48,91  |
| Total            | 462 973 | 100,00 |

### Primaires du Parti populaire démocrate (PPD)
Les primaires ont eu lieu le 5 juin 2016 pour déterminer le choix du candidat au poste de gouverneur et plusieurs candidats au Sénat, à la Chambre des représentants et autres.
Pour le poste de gouverneur, c'est David Bernier qui est désigné candidat du parti avec environ 57% des voix contre Ángel Rosa. 
| Candidats     | Votes   | %      |
| ------------- | ------- | ------ |
| David Bernier | 91 798  | 57,68  |
| Ángel Rosa    | 67 356  | 42,32  |
| Total         | 159 154 | 100,00 |

## Autres partis

### Parti indépendantiste portoricain (PIP)
Le Parti indépendantiste portoricain (PIP) désigne Maria de Lourdes Santiago comme candidate.

### Candidatures indépendantes
En novembre 2015, deux candidats indépendants ont exprimé leur intérêt à se présenter au poste de gouverneur :
- Alexandra Lúgaro, avocate[2]
- Manuel Cidre, homme d'affaires[3]
- Rafael Bernabe Riefkohl, historien et sociologue[4]

## Résultats

### Élection du gouverneur
| Candidats                | Candidats                 | Partis                            | Voix      | %     |
| ------------------------ | ------------------------- | --------------------------------- | --------- | ----- |
|                          | Ricardo Rosselló          | Nouveau parti progressiste        | 660 510   | 41,76 |
|                          | David Bernier             | Parti populaire démocrate         | 614 190   | 38,92 |
|                          | Alexandra Lúgaro          | Indépendant                       | 175 831   | 11,12 |
|                          | Manuel Cidre              | Indépendant                       | 90 494    | 5,73  |
|                          | Maria de Lourdes Santiago | Parti indépendantiste portoricain | 33 729    | 2,47  |
|                          | Rafael Bernabe Riefkohl   | Indépendant                       | 5 430     | 0,34  |
|                          |                           |                                   |           |       |
| Votes blancs et nuls     | Votes blancs et nuls      | Votes blancs et nuls              | 9 807     | –     |
| Total                    | Total                     | Total                             | 1 589 991 | 100   |
| Inscrits / participation | Inscrits / participation  | Inscrits / participation          | 2 867 557 | 55,45 |

### Élections législatives
| Partis | Partis                            | Partis | Districts | Districts | Districts | Territoire | Territoire | Territoire | Total | +/-           |
| Partis | Partis                            | Partis | Voix      | %         | Sièges    | Voix       | %          | Sièges     | Total | +/-           |
| ------ | --------------------------------- | ------ | --------- | --------- | --------- | ---------- | ---------- | ---------- | ----- | ------------- |
|        | Nouveau parti progressiste        | NPP    | 750 840   | 50,3      | 28        | 705 753    | 48,6       | 6          | 34    | 11            |
|        | Parti populaire démocrate         | PPD    | 644 316   | 43,2      | 12        | 605 887    | 41,7       | 4          | 16    | 12            |
|        | Parti indépendantiste portoricain | PIP    | 71 442    | 4,8       | 0         | 121 066    | 8,3        | 1          | 1     | 1             |
|        | Indépendants                      | Ind    | 25 866    | 1,7       | 0         | 19 537     | 1,3        | 0          | 0     | en stagnation |
|        |                                   |        |           |           |           |            |            |            |       |               |
| Total  | Total                             | Total  | 1 492 464 | 100       | 40        | 1 452 243  | 100        | 11         | 51    | en stagnation |

### Élections sénatoriales
| Partis | Partis                            | Partis | Districts | Districts | Districts | Territoire | Territoire | Territoire | Total | +/-           |
| Partis | Partis                            | Partis | Voix      | %         | Sièges    | Voix       | %          | Sièges     | Total | +/-           |
| ------ | --------------------------------- | ------ | --------- | --------- | --------- | ---------- | ---------- | ---------- | ----- | ------------- |
|        | Nouveau parti progressiste        | NPP    | 1 440 050 | 50,4      | 15        | 664 553    | 45,3       | 6          | 21    | 13            |
|        | Parti populaire démocrate         | PPD    | 1 210 903 | 42,4      | 1         | 503 630    | 34,3       | 6          | 7     | 11            |
|        | Parti indépendantiste portoricain | PIP    | 150 904   | 5,3       | 0         | 130 583    | 8,9        | 1          | 1     | en stagnation |
|        | Indépendants                      | Ind    | 53 335    | 1,9       | 0         | 167 745    | 11,5       | 1          | 1     | 1             |
|        |                                   |        |           |           |           |            |            |            |       |               |
| Total  | Total                             | Total  | 2 855 192 | 100       | 16        | 1 466 511  | 100        | 14         | 30    | en stagnation |